# マニューバ

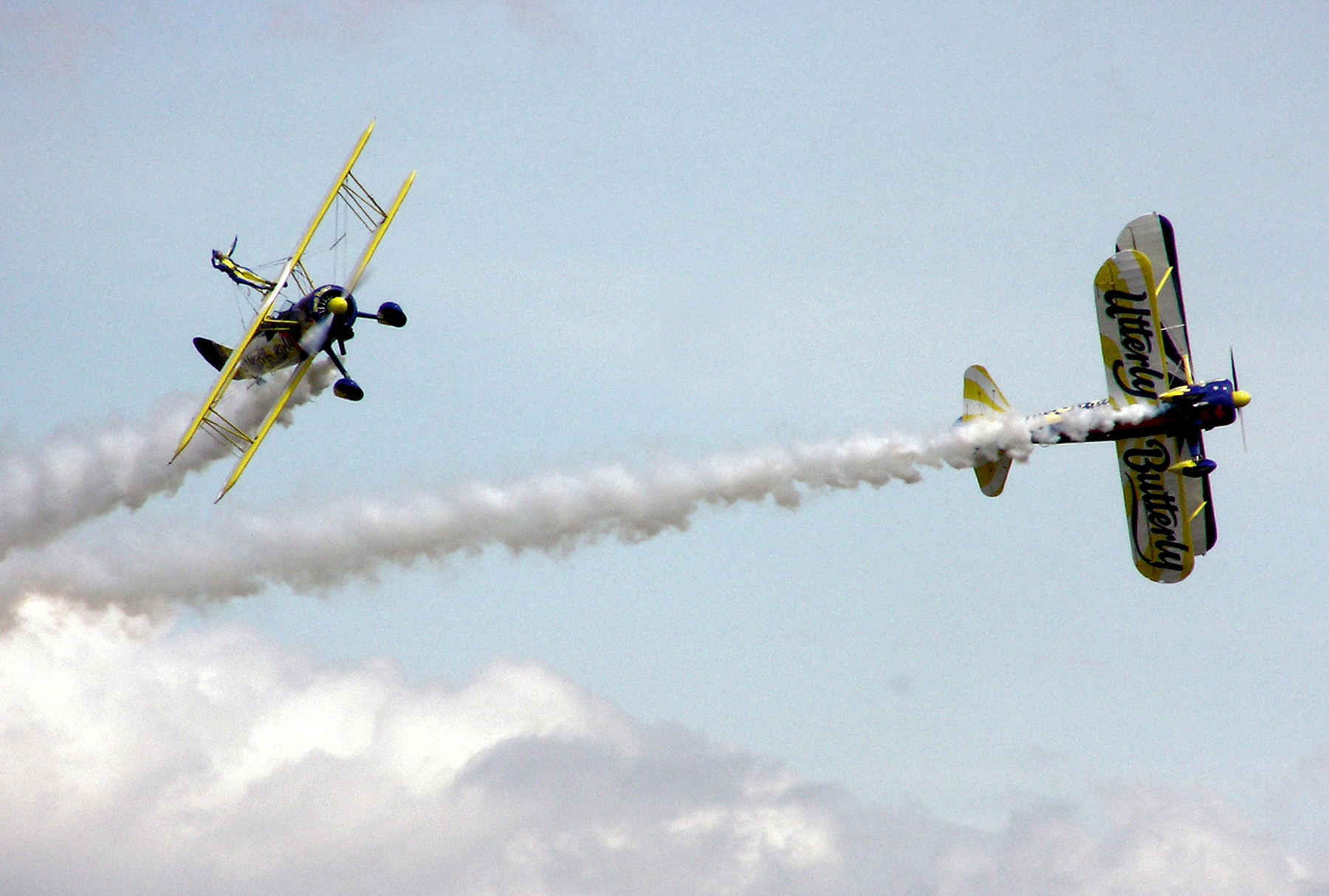
The UK Utterly Butterlyによるマニューバ
（ボーイング・ステアマン モデル75）

マニューバ（米: maneuver、英: manoeuvre、マヌーバとも）は、航空機の機動、動き方のこと。主に固定翼機に対して用いられる。戦闘機同士の接近戦（ドッグファイト）手法や、アクロバット飛行の演目解説を行う際に用いる場合が多い。戦闘（特に格闘戦のそれが多い）機動を空中戦闘機動、ショー等の展示飛行等におけるものは曲技飛行、等とも呼ぶ。
軌道マヌーバやランデブー・ピッチ・マニューバ等、宇宙開発関連の分野でも用いられ、バーニヤ等の噴射により、位置や姿勢の修正、高度保持・変更を行うことをいう。

## マニューバの種類
ここでは航空機のマニューバについてのみ取り上げる。

### あ
- 維持旋回
- インメルマンターン
- ヴァーティカルローリングシザース
- エルロンロール

### か
- クルビット
- キューバンエイト
- コブラ
- 木の葉落とし

### さ
- シザーズ
- シャンデル
- ジンギング
- スリップ
- スナップロール
- スプリットS
- スライスターン（スライスバック）

### た
- テールスライド

### な
- ナイフエッジ

### は
- ハートループ
- パルド・プッシュ
- バレルロール
- ハンマーヘッド
- ピッチアップ
- ピッチダウン
- ピッチング
- 捻り込み
- フック
- ブレイク

### や
- ヨー
- ヨーイング
- ヨーヨー

### ら
- ラグターン
- リードターン
- ロール
- ローリング
- ループ